# Zacharias Jimenez

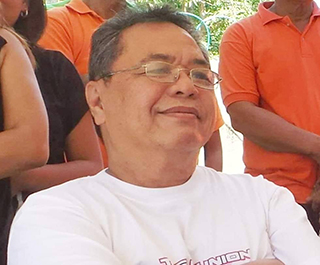
Zacharias Jimenez

Zacharias Cenita Jimenez (Inabanga, 5 november 1947 - Butuan, 19 april 2018) was een Filipijns rooms-katholieke geestelijke en bisschop van Pagadian. 

## Biografie
Zacharias Jimenez werd op 5 november 1947 geboren in Inabanga in de Filipijnse provincie Bohol. Hij studeerde van 1961 tot 1965 aan het seminarie van de Onbevlekt Hart van Maria in Tagbilaran. In 1969 voltooide hij aan dit seminarie tevens een bachelor-opleiding Filosofie. Nadien studeerde Jimenez van 1969 tot 1973 Theologie aan het San Carlos-seminarie in Cebu City. Hij werd op 17 april 1973 tot priester gewijd. 
Op 2 december 1995 door Jimenez door paus Johannes Paulus II benoemd tot bisschop van het bisdom Pagadian. Op 11 juni 2003 werd hij benoemd tot hulpbisschop van het bisdom Butuan, een functie die hij nog bekleedde toen hij in 2018 op 70-jarige leeftijd overleed in het Doctors' Hospital in Butuan, kort na zijn tweede beroerte. 